# Mempō

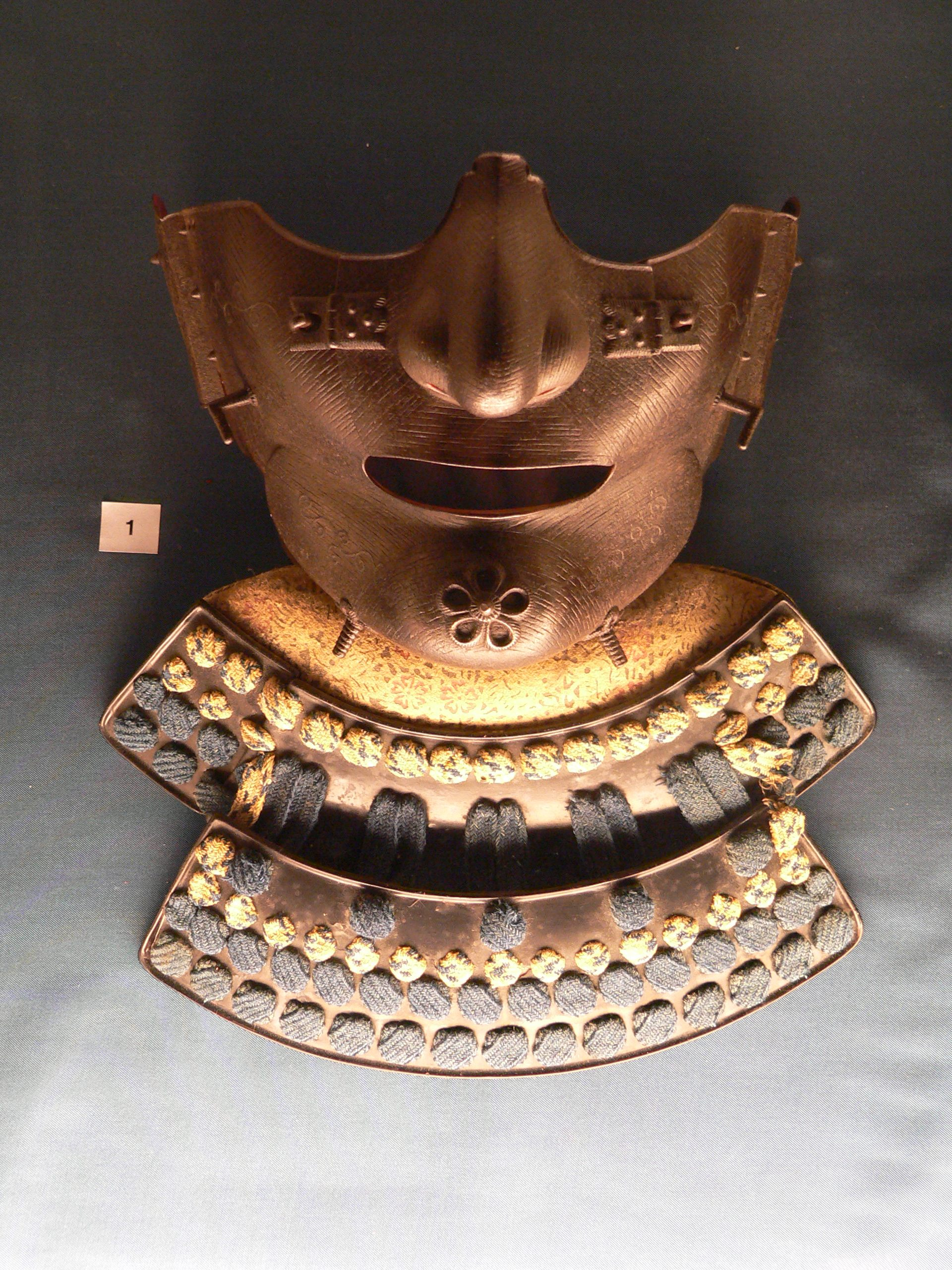
Mempō

Mempō (jap. 面頬) war ein Bestandteil der Kriegerrüstung (Yoroi) im alten Japan.

## Beschreibung
Es handelte sich um eine lederne oder eiserne Halbmaske, die zum Kabuto getragen wurde. Sie bedeckte das gesamte Gesicht des Trägers unterhalb der Augen und besaß Lamellen (yodare kake), die auch den Hals vor Angriffen schützten. Die Maske wurde oft farbig lackiert und künstlerisch so gestaltet, dass sie einem Gesicht ähnelte, oft einer verzerrten Fratze, manchmal auch Frauen oder Tieren. Viele Mempō wurden sogar mit „Bärten“ aus aufgeklebten Haaren versehen.

## Versionen
Mengu (Gesichts-Rüstung) gibt es in verschiedensten Versionen. Sie können so konstruiert sein, dass sie wie oben (Foto) das Gesicht von der Nase zum Kinn schützen, nur das Kinn oder das gesamte Gesicht schützen, aber auch so, dass sie nur die Stirn und die Wangenpartie schützen.
- Mempō. Sie schützt das Gesicht inklusive des Kinns, des Mundes und der Nase. Augen und Stirn bleiben frei.
- Happuri. Nur die Wangen und die Stirn sind geschützt. Nase, Mund und Kinn bleiben frei.
- Hōate. Kinn und Wangen sind geschützt. Mund, Nase und Stirn bleiben frei.
- Hanpō. Das Kinn ist ganz geschützt, die Wangen zum Teil. Nase, Mund und Stirn bleiben frei.
- Sōmen. Das gesamte Gesicht ist geschützt.

## Verschiedene Mengu (Gesichtsrüstungen)

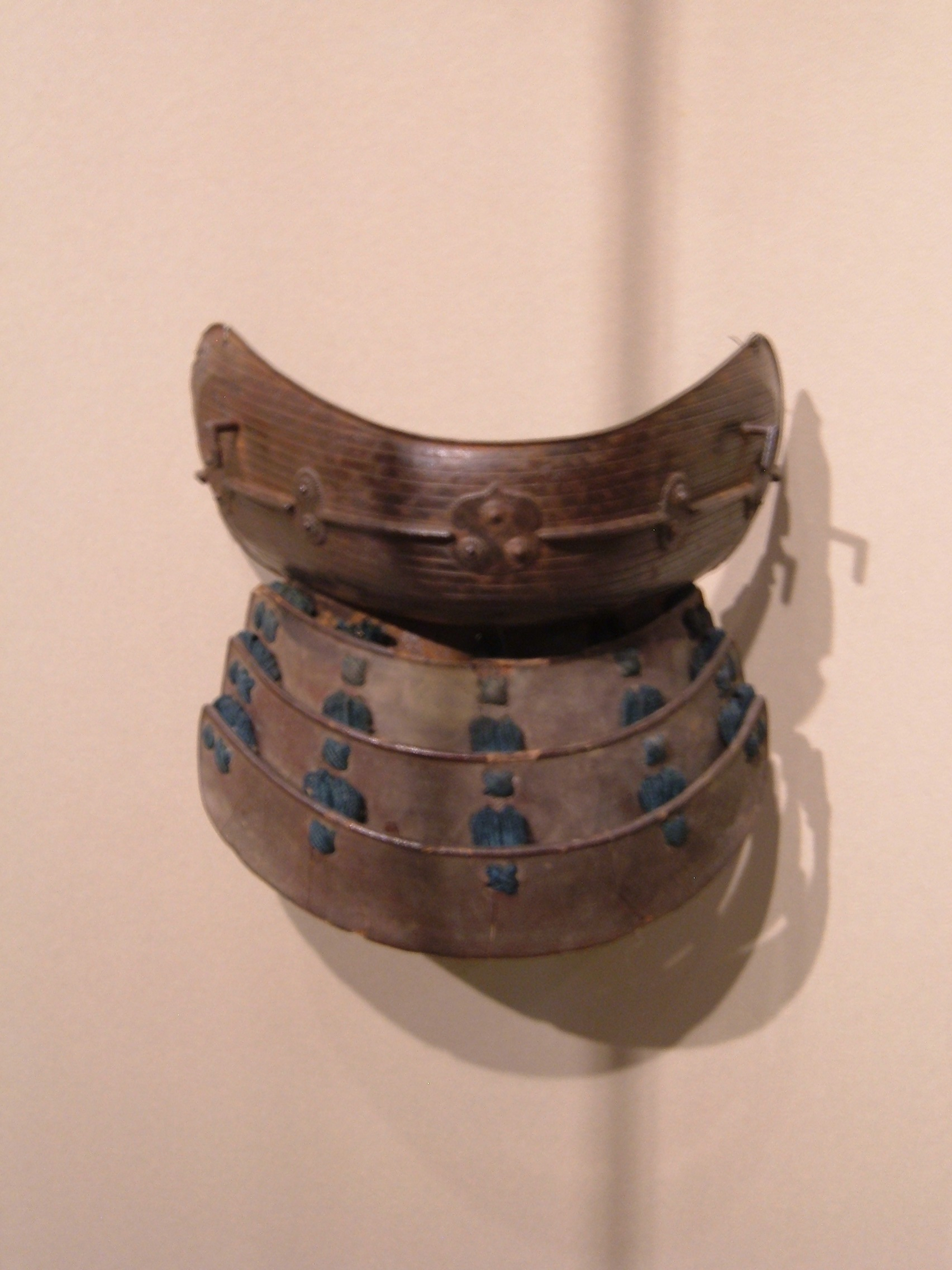
Hanpō
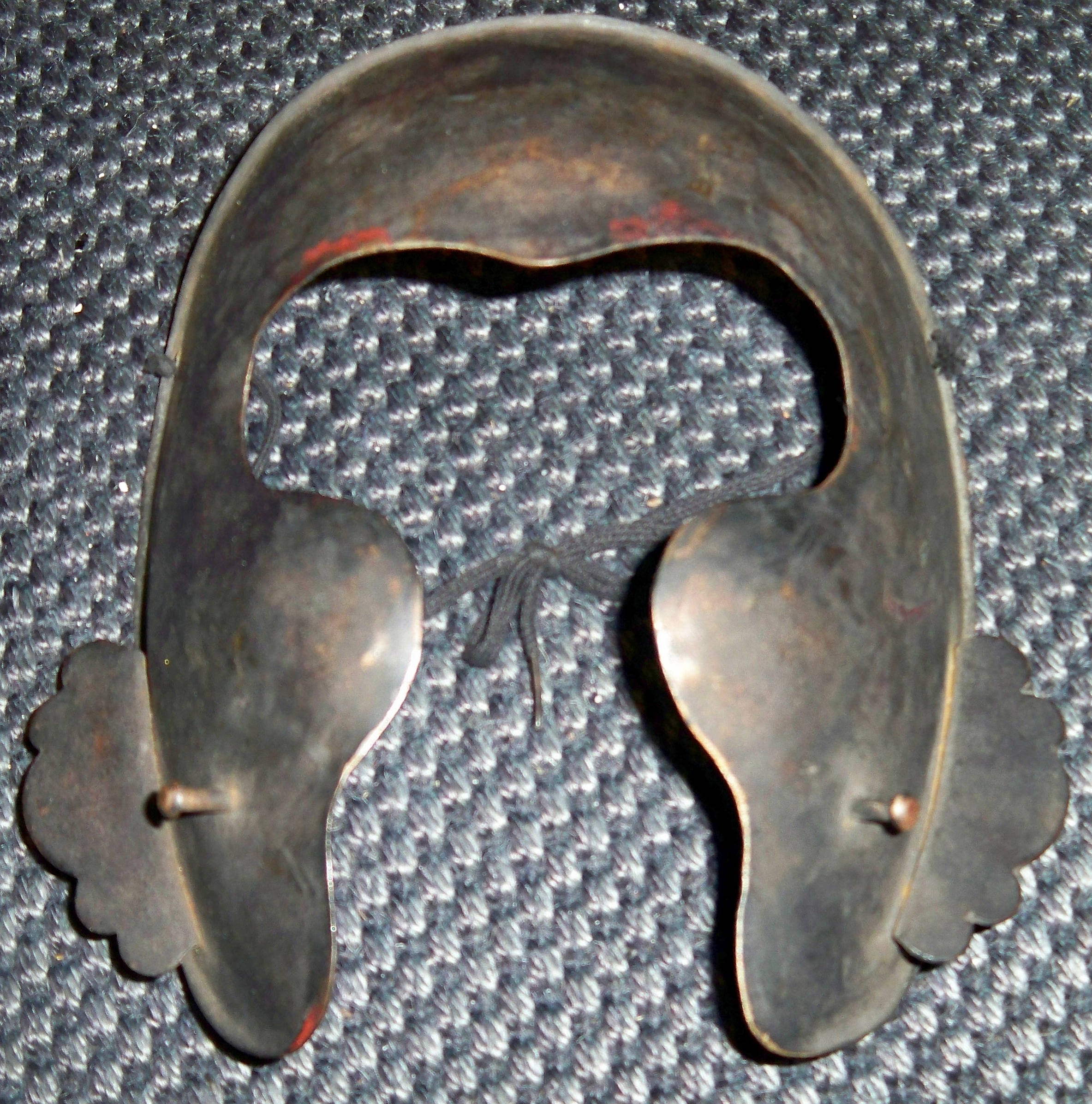
Happuri
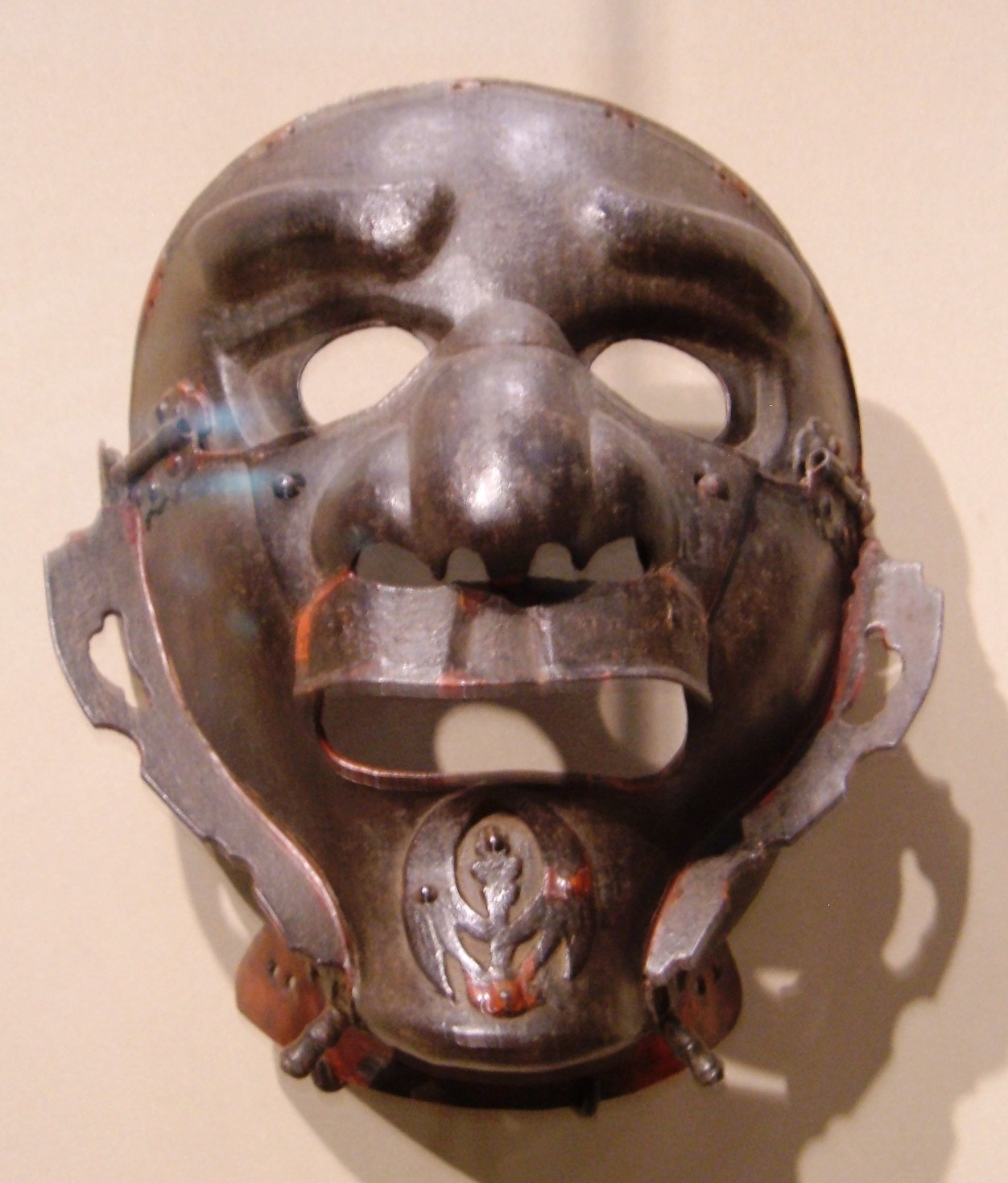
Sōmen
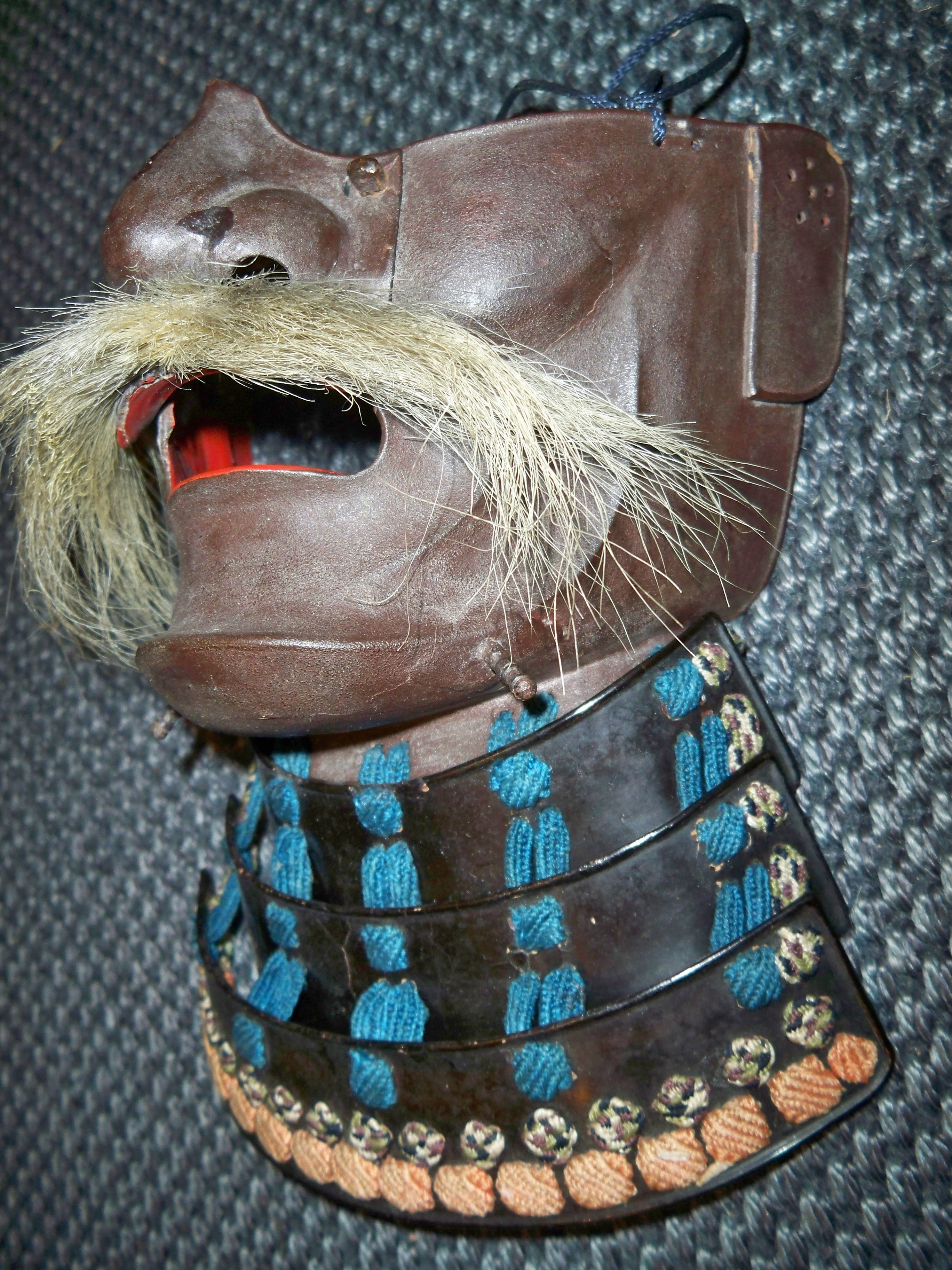
Mempō

## Die Teile der Mengu

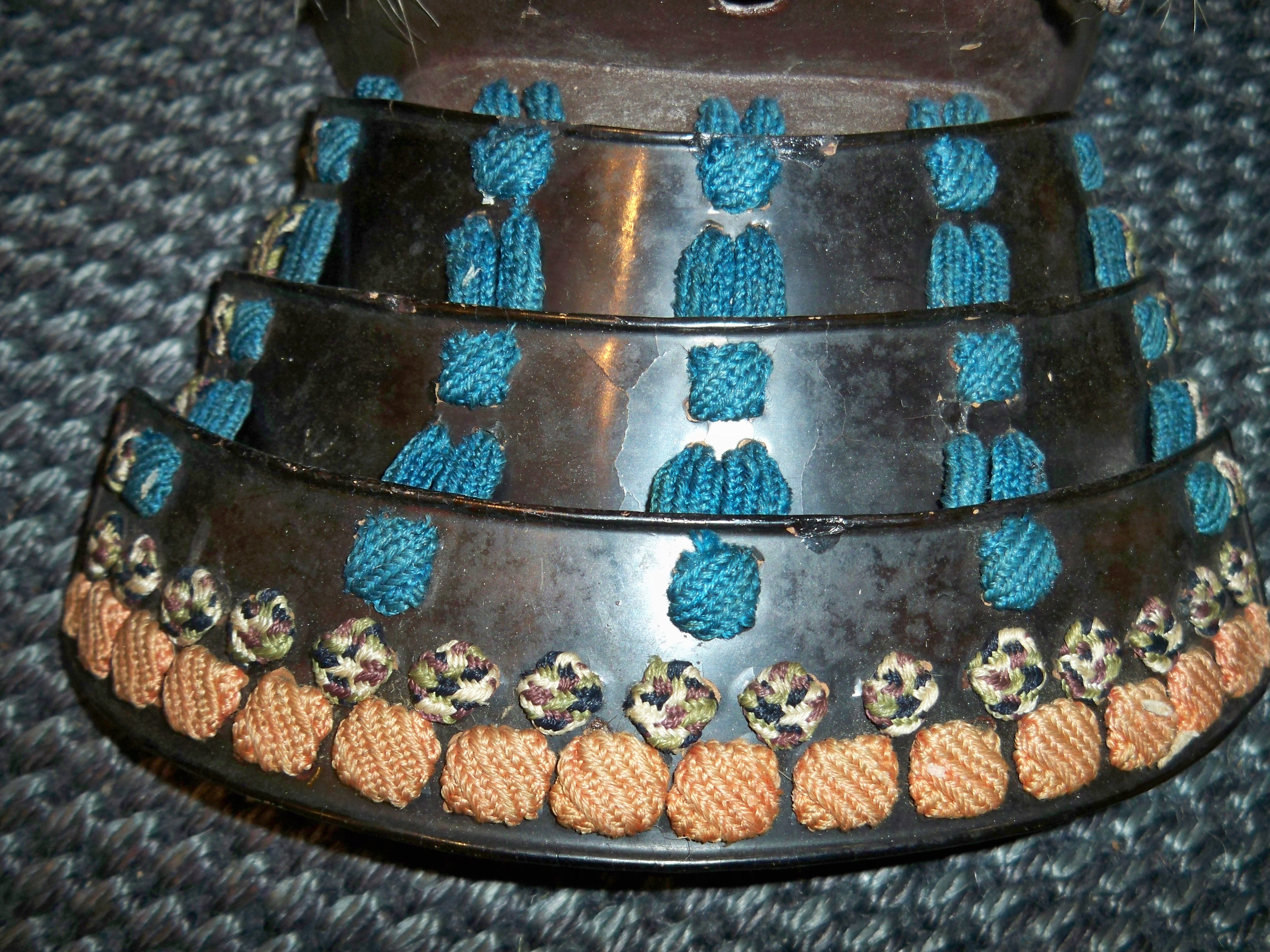
Yodare-kake (Kehlenschutz)
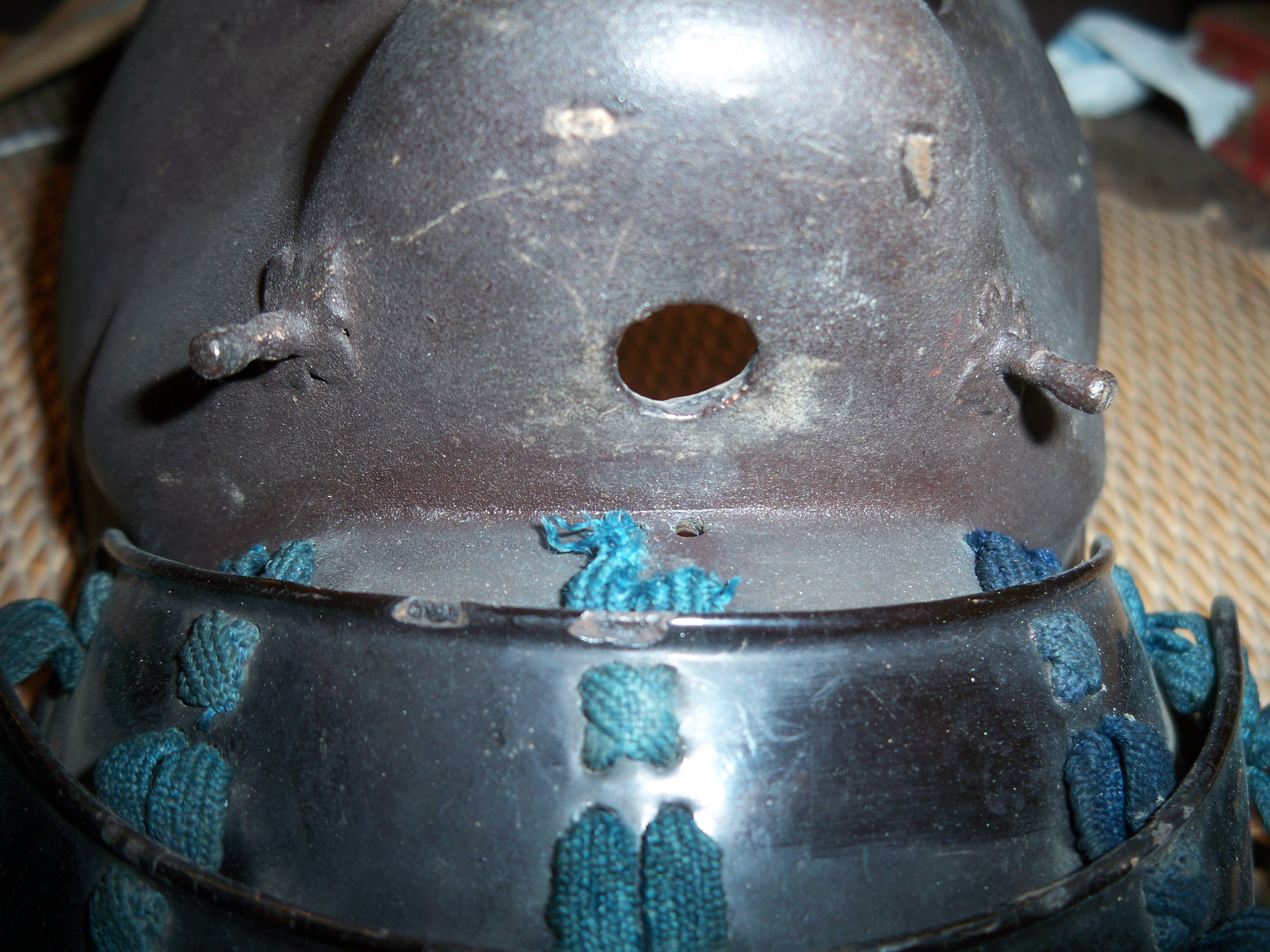
Ase nagashi no ana (Ablaufloch für Schweiß)
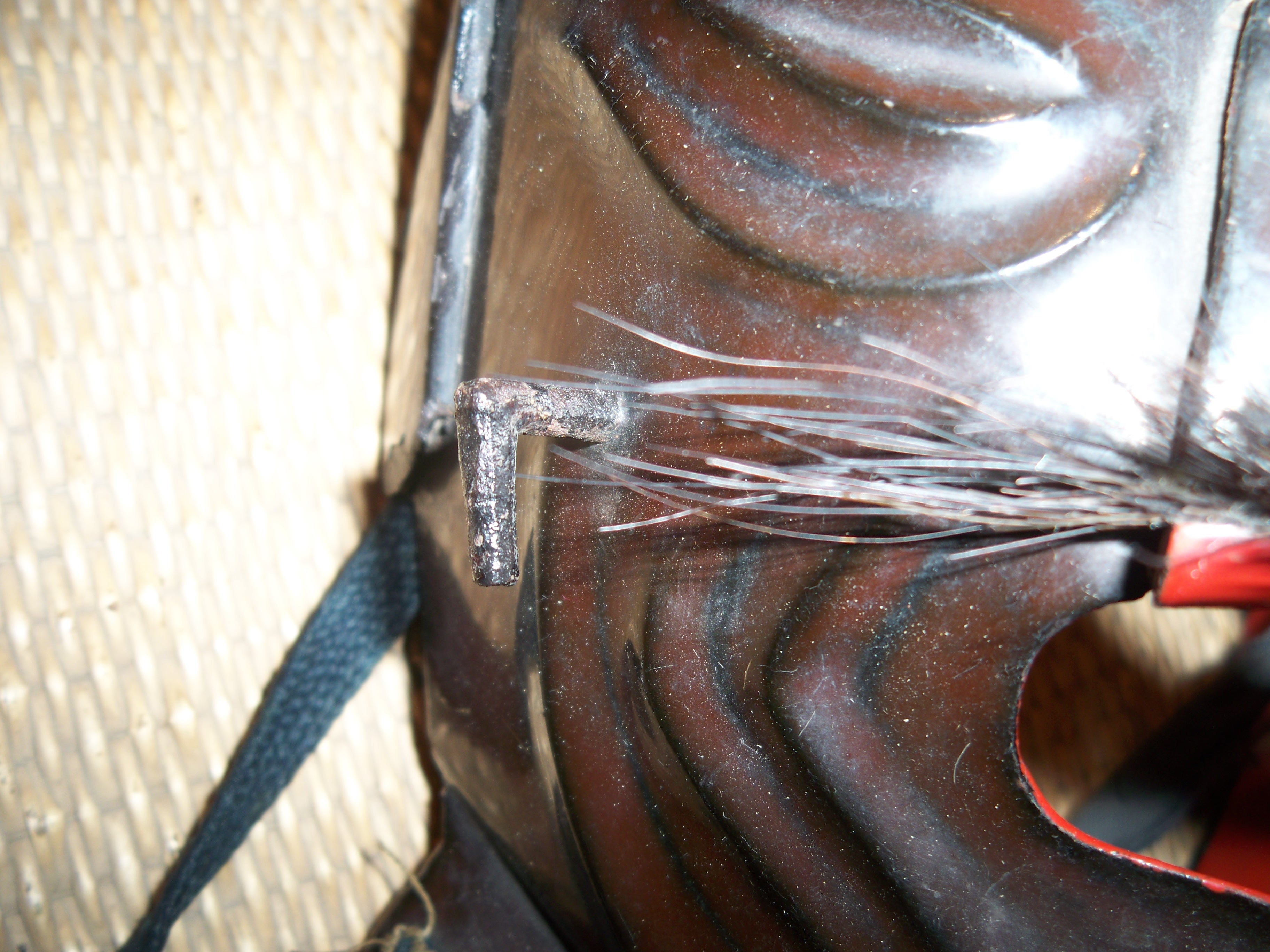
Ori-kugi (Befestigungshaken für den Shinobi-no-o (Kinnriemen) eines Kabuto (Helms))
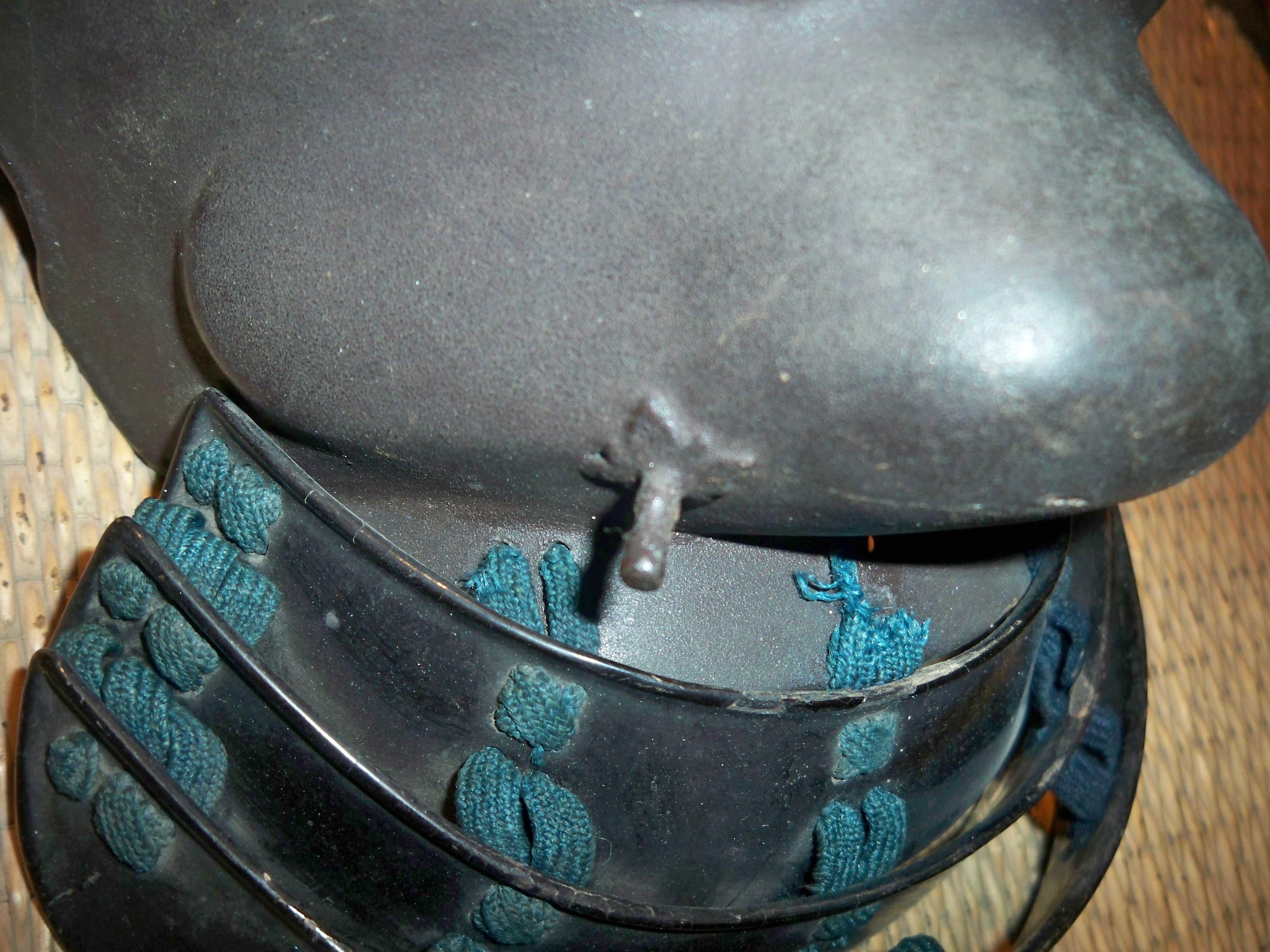
Odome (gerader Befestigungsstift, ebenfalls für den Shinobi-no-o (Kinnriemen) eines Kabuto (Helms))